# Gruppo Sportivo Fascio Giovanni Grion 1932-1933
Questa voce raccoglie le informazioni riguardanti il Gruppo Sportivo Fascio Giovanni Grion nelle competizioni ufficiali della stagione 1932-1933.

## Divise
| Prima divisa |

## Rosa
| N. |                   | Ruolo | Calciatore                    |
| -- | ----------------- | ----- | ----------------------------- |
|    | Italia (bandiera) | P     | Giacomo Crismanich (Crismani) |
|    | Italia (bandiera) | P     | Valerio Dinelli (II)          |
|    | Italia (bandiera) | P     | Ottone Fanio                  |
|    | Italia (bandiera) | P     | Moraro                        |
|    | Italia (bandiera) | D     | Lodovico De Luca              |
|    | Italia (bandiera) | D     | Nicolò Poiani                 |
|    | Italia (bandiera) | D     | Ferruccio Rocco               |
|    | Italia (bandiera) | D     | Rodolfo Tomich (Tomi)         |
|    | Italia (bandiera) | D     | Armando Vatta (I)             |
|    | Italia (bandiera) | C     | Camuffo                       |
|    | Italia (bandiera) | C     | Francesco Cerdonio            |
|    | Italia (bandiera) | C     | Giorgio Cidri                 |
|    | Italia (bandiera) | C     | Mario Gustincich (Gustini)    |
|    | Italia (bandiera) | C     | Jurcich (Giurchi)             |
|    | Italia (bandiera) | C     | Umberto Mondaini              |
|    | Italia (bandiera) | C     | Mario Verk (I) (Monti)        |
|    | Italia (bandiera) | C     | Padien (Puccini)              |
|    | Italia (bandiera) | C     | Isidoro Voinich               |

| N. |                   | Ruolo | Calciatore                  |
| -- | ----------------- | ----- | --------------------------- |
|    | Italia (bandiera) | C     | Bruno Vucinich              |
|    | Italia (bandiera) | A     | Giovanni Battioni           |
|    | Italia (bandiera) | A     | Bernetich (Bernecci)        |
|    | Italia (bandiera) | A     | Gino Brenco                 |
|    | Italia (bandiera) | A     | Nicolò Curto                |
|    | Italia (bandiera) | A     | Carlo Gasperutti            |
|    | Italia (bandiera) | A     | Romeo Ghersinich            |
|    | Italia (bandiera) | A     | Giovanni Luciani            |
|    | Italia (bandiera) | A     | Silvio Marini               |
|    | Italia (bandiera) | A     | Rodolfo Ostroman            |
|    | Italia (bandiera) | A     | Bruno Persich               |
|    | Italia (bandiera) | A     | Giovanni Radice             |
|    | Italia (bandiera) | A     | Rella                       |
|    | Italia (bandiera) | A     | Francesco Stocovaz (Stocco) |
|    | Italia (bandiera) | A     | Tagliapietra                |
|    | Italia (bandiera) | A     | Silvano Vatta (II)          |
|    | Italia (bandiera) | A     | Verbanaz                    |

## Risultati

### Serie B

#### Girone di andata
| Pola 18 settembre 1932 1ª giornata | Grion Pola         | 0 – 0 referto | Messina | Stadio Com. del Littorio\| Arbitro: \| Bertiato (Venezia) \| |
| Arbitro:                           | Bertiato (Venezia) |               |         |                                                              |

| Arbitro: | Levrero (Genova) |

|             |           |           |
| Costanzo 4’ | Marcatori | 15’ Curto |

| Arbitro: | Pavanello (Venezia) |

|                             |           |               |
| Ostroman 10’ Gasparutti 30’ | Marcatori | 88’ Spanghero |

| Arbitro: | Turbiani (Ferrara) |

|                                                     |           |                            |
| Barisone 7’ Sanero 42’ Bedetti 50’, 85’ Perotti 89’ | Marcatori | 9’ Gasperutti 26’ Ostroman |

| Arbitro: | Gonani (Ravenna) |

|            |           |                |
| Gasparutti | Marcatori | 20’, 63’ Negri |

| Arbitro: | Mione (Pistoia) |

|       |           |              |
| ? 89’ | Marcatori | 35’ Battioni |

| Arbitro: | Turbiani (Ferrara) |

|                            |           |                                  |
| Gasparutti 9’ Battioni 19’ | Marcatori | ?’ (aut.) Cerdonio 88’ Ricchetti |

| Arbitro: | Carminati (Milano) |

|                              |           |              |
| ? 14’ Andrei 60’ Santini 90’ | Marcatori | 44’ Battioni |

| Arbitro: | Zorzi (Vicenza) |

|             |           |                      |
| Battioni 9’ | Marcatori | 16’, 21’, 43’ Romani |

| Arbitro: | Piccoli (Torino) |

|                                     |           |  |
| Chelucci 8’, 69’ Nicolai 52’ (rig.) | Marcatori |  |

| Arbitro: | Carminati (Milano) |

|                                 |           |                   |
| Battioni 1’, 9’, 25’ Marini 77’ | Marcatori | 60’, 89’ Rebolino |

| Arbitro: | Moretti (Genova) |

|             |           |                  |
| Gobetti 67’ | Marcatori | 26’, 51’ Luciani |

| Arbitro: | Bertoli (Vicenza) |

|  |           |                    |
|  | Marcatori | 76’ (rig.) Frisoni |

| Arbitro: | Melandri (Genova) |

|                          |           |                          |
| Reggiani 20’, 29’ Foglia | Marcatori | 32’ Battioni 81’ Persini |

| Arbitro: | Melandri (Genova) |

|                       |           |                                         |
| Puccini 73’ Cidri 87’ | Marcatori | 36’ Taccini 54’ Subinaghi 62’ Piccaluga |

| Arbitro: | Giulini (Milano) |

|                                    |           |            |
| Gorini 50’ (rig.), 67’ Gravisi 66’ | Marcatori | 14’ Marini |

| Arbitro: | Gama jr |

|  |           |                   |
|  | Marcatori | 42’, ?’ Silvestri |

#### Girone di ritorno
| Arbitro: | Zallone (Bari) |

|                            |           |  |
| Ferrè 28’ Lumia 67’ Re 89’ | Marcatori |  |

| Arbitro: | Beraldi (Oneglia) |

|               |           |                              |
| Ostromann 42’ | Marcatori | 67’ Marchetti 81’ Cappellini |

| 5 marzo 1933 20ª giornata | Monfalconese CNT | – Non disp. | Grion Pola |  |

| Arbitro: | Zelocchi (Modena) |

|                |           |                   |
| Curto 16’, 62’ | Marcatori | 72’ (rig.) Bonomi |

| Legnano 19 marzo 1933 22ª giornata | Legnano          | 0 – 0 referto | Grion Pola | Stadio di via Pisacane\| Arbitro: \| Zaffiri (Genova) \| |
| Arbitro:                           | Zaffiri (Genova) |               |            |                                                          |

| Arbitro: | Borghetti (Ancona) |

|                         |           |           |
| Ostroman 46’ Marini 48’ | Marcatori | 34’ Fibbi |

| Arbitro: | Moretti (Genova) |

|                               |           |  |
| Andreoli 16’, 40’ Biagini 36’ | Marcatori |  |

| Arbitro: | Pasinato (Venezia) |

|                                        |           |             |
| Luciani 35’, 80’ Brenco 50’ Marini 87’ | Marcatori | 62’ Rossino |

| Arbitro: | Balestrazzi (Bari) |

|                             |           |  |
| Loppi 71’ Romano 85’ (rig.) | Marcatori |  |

| Arbitro: | Cugnini (Ancona) |

|                          |           |            |
| Luciani 48’ Ostroman 57’ | Marcatori | 59’ Melani |

| Arbitro: | Caironi (Milano) |

|     |           |  |
| ??? | Marcatori |  |

| Arbitro: | Carminati (Milano) |

|             |           |  |
| Luciani 34’ | Marcatori |  |

| Arbitro: | Ferorelli (Napoli) |

|                                                 |           |  |
| Gibertoni 48’, 65’, 87’ Frisoni 58’ Bianchi 78’ | Marcatori |  |

| Arbitro: | Canetta (Alessandria) |

|                                   |           |                             |
| Marini 39’ Ostroman 48’ Curto 51’ | Marcatori | 44’ Cavicchioli 59’ Trovati |

| Arbitro: | Levrero (Genova) |

|                   |           |                   |
| Taccini Subinaghi | Marcatori | Ostroman ??’, ??’ |

| Pola 18 giugno 1933 33ª giornata | Grion Pola         | 0 – 0 referto | Serenissima | Stadio Com. del Littorio\| Arbitro: \| Borghetti (Ancona) \| |
| Arbitro:                         | Borghetti (Ancona) |               |             |                                                              |

| Arbitro: | Jannantuoni (La Spezia) |

|                                                                                    |           |  |
| Miniati 5’, 44’ Silvestri 20’ Martini ?’ Nehadoma 40’ (rig.), 54’, 65’ Volante 80’ | Marcatori |  |

## Statistiche

### Statistiche di squadra
| Competizione | Punti | In casa | In casa | In casa | In casa | In casa | In casa | In trasferta | In trasferta | In trasferta | In trasferta | In trasferta | In trasferta | Totale | Totale | Totale | Totale | Totale | Totale | DR  |
| Competizione | Punti | G       | V       | N       | P       | Gf      | Gs      | G            | V            | N            | P            | Gf           | Gs           | G      | V      | N      | P      | Gf     | Gs     | DR  |
| ------------ | ----- | ------- | ------- | ------- | ------- | ------- | ------- | ------------ | ------------ | ------------ | ------------ | ------------ | ------------ | ------ | ------ | ------ | ------ | ------ | ------ | --- |
| Serie B      | 24    | 16      | 7       | 3       | 6       | 25      | 23      | 16           | 2            | 3            | 11           | 13           | 49           | 32     | 9      | 6      | 17     | 38     | 72     | -34 |
| Totale       | 24    | 16      | 7       | 3       | 6       | 25      | 23      | 16           | 2            | 3            | 11           | 13           | 49           | 32     | 9      | 6      | 17     | 38     | 72     | -34 |

### Statistiche dei giocatori
| Giocatore     | Serie B  | Serie B |
| Giocatore     | Presenze | Reti    |
| ------------- | -------- | ------- |
| G. Battioni   | 26       | 7       |
| G. Brenco     | 5        | 1       |
| F. Cerdonio   | 27       | 0 (-7)  |
| G. Cidri      | 23       | 1       |
| G. Crismani   | 21       | -42     |
| N. Curto      | 26       | 5       |
| L. De Luca    | 1        | 0       |
| V. Dinelli    | 12       | -43     |
| C. Gasperutti | 15       | 3       |
| G. Godnig     | 1        | 0       |
| M. Gustincich | 21       | 0       |
| G. Luciani    | 26       | 6       |
| S. Marini     | 28       | 9       |
| R. Ostroman   | 21       | 5       |
| B. Persich    | 6        | 0       |
| E. Petronio   | 2        | 0       |
| N. Poiani     | 17       | 0       |
| G. Radice     | 1        | 0       |
| F. Rocco      | 4        | 0       |
| R. Tomich     | 20       | 0       |
| A. Vatta      | 24       | 0       |
| M. Verk       | 2        | 0       |
| B. Vucinich   | 33       | 1       |